# Claude Giroux
Pour les articles homonymes, voir Giroux.
Claude Giroux (né le 12 janvier 1988 à Hearst, dans la province de l'Ontario au Canada) est un joueur professionnel canadien de hockey sur glace. Il évolue au poste de centre.

## Carrière de joueur

### Carrière juniors

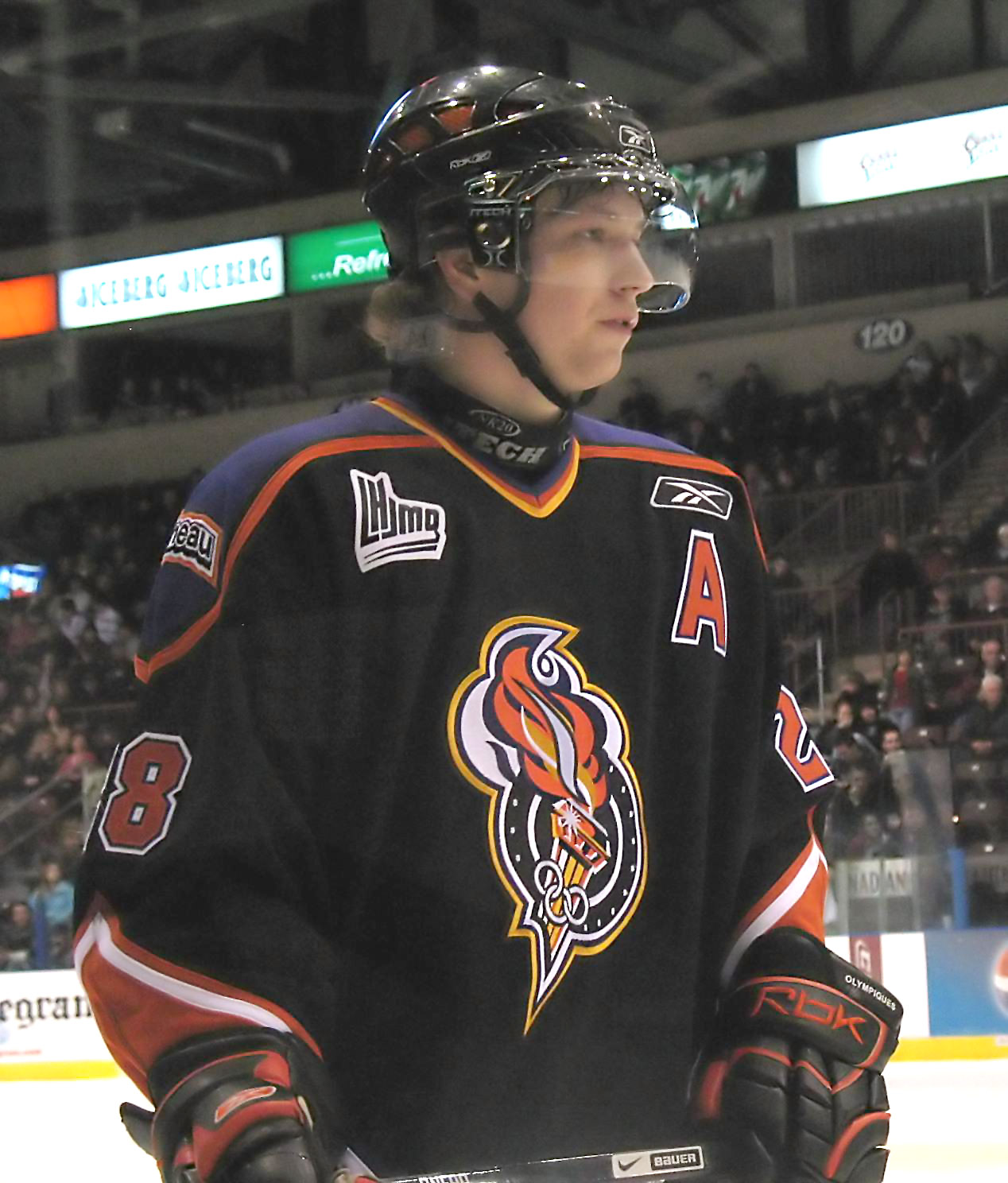
Claude Giroux sous l'uniforme des Olympiques de Gatineau (2008).

Ignoré par les clubs de la Ligue de hockey de l'Ontario, le franco-ontarien se joint aux Olympiques de Gatineau de la Ligue de hockey junior majeur du Québec. Fort d'une première saison de 103 points où il est nommé au titre de recrue de l'année (perdu aux mains de Angelo Esposito), il est repêché en 1re ronde lors du repêchage de la Ligue nationale de hockey en 2006 par les Flyers de Philadelphie.
Il améliore sa production offensive lors de sa deuxième saison, accumulant 112 points. Son équipe étant éliminée au premier tour par les Huskies de Rouyn-Noranda, il rejoint les Phantoms de Philadelphie de la Ligue américaine de hockey pour y terminer la saison. Il marque un but en plus d'accumuler une assistance en cinq parties. Il participe avec l'équipe LHJMQ au Défi ADT Canada-Russie en 2007.
Lors de la saison 2007-2008, il participe au camp d'entraînement des Flyers de Philadelphie, espérant se tailler un poste dans l'alignement dès cette saison. Il n'y parvient pas et est renvoyé pour une autre saison dans les juniors. Continuant d'exceller avec les Olympiques, il est rappelé par les  Flyers le 18 février 2008 pour combler un poste vacant à la suite d'une blessure d'un joueur régulier. Il joue donc ses deux premières parties, mais ne parvient pas à s'inscrire au pointage. Il est rétrogradé quelques jours plus tard. Il termine la saison dans la LHJMQ avec 106 points. En séries éliminatoires, il contribue grandement aux succès des Olympiques qui en remportant la Coupe du président gagnent par le fait même une place au sein du tournoi de la coupe Memorial. Giroux gagne le trophée Guy-Lafleur remis au joueur de hockey sur glace de la LHJMQ le plus utile des séries éliminatoires grâce à une récolte de 51 points (17 buts et 34 assistances).

### Carrière professionnelle
La saison suivante, il partage sa saison avec les Flyers et les Phantoms de Philadelphie, club-école des Flyers dans la Ligue américaine de hockey. Il marque son premier but dans la LNH le 27 janvier 2009 lors d'un match contre les Panthers de la Floride. Il termine la saison 2008-2009 avec 27 points en 42 matchs avec les Flyers et 34 points en 33 matchs avec les Phantoms.
En 2009-2010, il joue sa première saison complète avec les Flyers en jouant l'intégralité des 82 matchs et totalise 16 buts et 47 points. Le 11 avril 2010, lors du dernier match de la saison régulière contre les Rangers de New York, alors que les Flyers luttent pour avoir une place en séries éliminatoires, Giroux parvient à marquer le but vainqueur en fusillade et permet aux Flyers de participer aux séries. Il aide son équipe à atteindre la finale de la Coupe Stanley, finale qu'ils perdent contre les Blackhawks de Chicago.
Lors de la saison 2010-2011, il prolonge son contrat pour trois ans de plus et continue de s'améliorer avec une saison de 76 points. La saison suivante, il compte 93 points et termine troisième parmi les meilleurs pointeurs de la ligue. La saison 2012-2013 est écourtée en raison d'un lock-out et Giroux signe pour la durée de la grève avec l'Eisbären Berlin au championnat d'Allemagne en compagnie de son coéquipier des Flyers Daniel Brière. À la suite d'une blessure qui met fin à la carrière de Chris Pronger, il est nommé capitaine des Flyers. Il retourne avec l'équipe une fois la grève finie et après la saison, il signe un nouveau contrat avec les Flyers pour une durée de huit ans et d'une valeur de 66,2 millions de dollars. 
La saison 2013-2014 débute mal pour Giroux et les Flyers ; Philadelphie n'a gagné qu'un seul de ses huit premiers matchs et Giroux ne marque son premier but qu'à son seizième match de la saison. Giroux est invité au camp d'entraînement de l'équipe canadienne pour participer aux Jeux olympiques de 2014 à Sotchi mais n'est finalement pas retenu dans l'équipe. Malgré son début de saison, il parvient à rebondir et réalise 79 points à ses 67 derniers matchs pour totaliser la saison avec 86 points (28 buts et 58 assistances) pour être le troisième meilleur pointeur de la ligue et est nommé pour remporter les trophées Hart et Ted-Lindsay mais ces deux trophées reviennent finalement à Sidney Crosby.
Le 19 mars 2022, il est échangé aux Panthers de la Floride avec Guerman Roubtsov, Connor Bunnaman et un choix de 5e tour en 2024 en retour d'Owen Tippett, d'un choix de 3e tour en 2023 et d'un choix conditionnel de 1er tour en 2024.
Le 13 juillet 2022, Giroux s'entend avec les Sénateurs d'Ottawa sur un contrat de trois ans, d'une valeur annuelle moyenne de 6,5 millions de dollars par année. En fin de saison 2022-2023, il atteint le plateau des 1 000 points en carrière, devenant le 96e joueur de la LNH à faire partie de ce club. Fait inusité, Joe Pavelski des Stars de Dallas atteint lui aussi ce plateau la même soirée.

## Statistiques

### En club
| Saison     | Équipe                   | Ligue          |       | Saison régulière | Saison régulière | Saison régulière | Saison régulière | Saison régulière |    | Séries éliminatoires | Séries éliminatoires | Séries éliminatoires | Séries éliminatoires | Séries éliminatoires |
| Saison     | Équipe                   | Ligue          | PJ    | B                | A                | Pts              | Pun              | PJ               | B  | A                    | Pts                  | Pun                  |                      |                      |
| 2004-2005  | Grads de Cumberland      | CJHL           | 48    | 13               | 27               | 40               | 30               | -                | -  | -                    | -                    | -                    |                      |                      |
| 2005-2006  | Olympiques de Gatineau   | LHJMQ          | 69    | 39               | 64               | 103              | 64               | 17               | 5  | 15                   | 20                   | 24                   |                      |                      |
| 2006-2007  | Olympiques de Gatineau   | LHJMQ          | 63    | 48               | 64               | 112              | 49               | 5                | 2  | 5                    | 7                    | 2                    |                      |                      |
| 2006-2007  | Phantoms de Philadelphie | LAH            | 5     | 1                | 1                | 2                | 6                | -                | -  | -                    | -                    | -                    |                      |                      |
| 2007-2008  | Olympiques de Gatineau   | LHJMQ          | 55    | 38               | 68               | 106              | 37               | 19               | 17 | 34                   | 51                   | 6                    |                      |                      |
| 2008       | Olympiques de Gatineau   | Coupe Memorial | -     | -                | -                | -                | -                | 3                | 1  | 1                    | 2                    | 2                    |                      |                      |
| 2007-2008  | Flyers de Philadelphie   | LNH            | 2     | 0                | 0                | 0                | 0                | -                | -  | -                    | -                    | -                    |                      |                      |
| 2008-2009  | Phantoms de Philadelphie | LAH            | 33    | 17               | 17               | 34               | 22               | -                | -  | -                    | -                    | -                    |                      |                      |
| 2008-2009  | Flyers de Philadelphie   | LNH            | 42    | 9                | 18               | 27               | 14               | 6                | 2  | 3                    | 5                    | 6                    |                      |                      |
| 2009-2010  | Flyers de Philadelphie   | LNH            | 82    | 16               | 31               | 47               | 23               | 23               | 10 | 11                   | 21                   | 4                    |                      |                      |
| 2010-2011  | Flyers de Philadelphie   | LNH            | 82    | 25               | 51               | 76               | 47               | 11               | 1  | 11                   | 12                   | 8                    |                      |                      |
| 2011-2012  | Flyers de Philadelphie   | LNH            | 77    | 28               | 65               | 93               | 29               | 10               | 8  | 9                    | 17                   | 13                   |                      |                      |
| 2012-2013  | Eisbären de Berlin       | DEL            | 9     | 4                | 15               | 19               | 6                | -                | -  | -                    | -                    | -                    |                      |                      |
| 2012-2013  | Flyers de Philadelphie   | LNH            | 48    | 13               | 35               | 48               | 22               | -                | -  | -                    | -                    | -                    |                      |                      |
| 2013-2014  | Flyers de Philadelphie   | LNH            | 82    | 28               | 58               | 86               | 46               | 7                | 2  | 4                    | 6                    | 2                    |                      |                      |
| 2014-2015  | Flyers de Philadelphie   | LNH            | 81    | 25               | 48               | 73               | 36               | -                | -  | -                    | -                    | -                    |                      |                      |
| 2015-2016  | Flyers de Philadelphie   | LNH            | 78    | 22               | 45               | 67               | 53               | 6                | 0  | 1                    | 1                    | 2                    |                      |                      |
| 2016-2017  | Flyers de Philadelphie   | LNH            | 82    | 14               | 44               | 58               | 38               | -                | -  | -                    | -                    | -                    |                      |                      |
| 2017-2018  | Flyers de Philadelphie   | LNH            | 82    | 34               | 68               | 102              | 20               | 6                | 1  | 2                    | 3                    | 2                    |                      |                      |
| 2018-2019  | Flyers de Philadelphie   | LNH            | 82    | 22               | 63               | 85               | 24               | -                | -  | -                    | -                    | -                    |                      |                      |
| 2019-2020  | Flyers de Philadelphie   | LNH            | 69    | 21               | 32               | 53               | 28               | 16               | 1  | 7                    | 8                    | 2                    |                      |                      |
| 2020-2021  | Flyers de Philadelphie   | LNH            | 54    | 16               | 27               | 43               | 12               | -                | -  | -                    | -                    | -                    |                      |                      |
| 2021-2022  | Flyers de Philadelphie   | LNH            | 57    | 18               | 24               | 42               | 20               | -                | -  | -                    | -                    | -                    |                      |                      |
| 2021-2022  | Panthers de la Floride   | LNH            | 18    | 3                | 20               | 23               | 6                | 10               | 3  | 5                    | 8                    | 0                    |                      |                      |
| 2022-2023  | Sénateurs d'Ottawa       | LNH            | 82    | 35               | 44               | 79               | 34               | -                | -  | -                    | -                    | -                    |                      |                      |
| 2023-2024  | Sénateurs d’Ottawa       | LNH            | 82    | 21               | 43               | 64               | 26               | -                | -  | -                    | -                    | -                    |                      |                      |
| Totaux LNH | Totaux LNH               | Totaux LNH     | 1 182 | 350              | 716              | 1 066            | 478              | 95               | 28 | 53                   | 81                   | 39                   |                      |                      |

### En équipe nationale
| Année | Compétition                 |    | PJ | B | A  | Pts | Pun | +/-               |  | Résultat |
| 2008  | Championnat du monde junior | 7  | 2  | 4 | 6  | 8   | +4  | Médaille d'or     |  |          |
| 2013  | Championnat du monde        | 8  | 3  | 5 | 8  | 12  | +4  | 5e place          |  |          |
| 2015  | Championnat du monde        | 10 | 3  | 7 | 10 | 4   | +11 | Médaille d'or     |  |          |
| 2016  | Coupe du monde              | 1  | 0  | 0 | 0  | 0   | 0   | Vainqueur         |  |          |
| 2017  | Championnat du monde        | 10 | 2  | 4 | 6  | 4   | +6  | Médaille d'argent |  |          |

## Trophées et honneurs personnels

### Ligue de hockey junior majeur du Québec
- 2006 : nommé dans l'équipe d'étoiles des recrues
- 2008 : nommé dans la 1re équipe d'étoiles
- 2008 : gagnant du trophée Guy-Lafleur
- 2019 : son numéro «28» est retiré des Olympiques de Gatineau le 20 février 2019[16],[Note 1]

### Ligue américaine de hockey
- 2007-2008 : nommé recrue du mois de la LAH en novembre 2007

### Ligue nationale de hockey
- 2010-2011 : participe au 58e Match des étoiles (1)
- 2011-2012 : participe au 59e Match des étoiles (2)
- 2014-2015 : participe au 60e Match des étoiles (3)
- 2015-2016 : participe au 61e Match des étoiles (4)
- 2017-2018 : 
  - participe au 63e Match des étoiles (5)
  - sélectionné dans la seconde équipe d'étoiles de la LNH
- 2018-2019 : participe au 64e Match des étoiles (6)
- 2021-2022 : 
  - participe au 66e Match des étoiles (7)
  - nommé «joueur le plus utile» du 66e Match des étoiles